# Nokia N93i
Il Nokia N93i è uno smartphone prodotto dall'azienda finlandese Nokia e messo in commercio nel 2007.

## Caratteristiche
- Dimensioni: 108 x 58 x 25 mm
- Massa: 163 g
- Risoluzione display: 240 x 320 pixel a 16 milioni di colori
- Risoluzione display esterno: 128 x 36 pixel a 65 000 colori
- Durata batteria in conversazione: 3 ore
- Durata batteria in standby: 280 ore (11 giorni)
- Memoria: 50 MB espandibile con MiniSD
- Fotocamera: 3.15 megapixel
- Bluetooth e infrarossi